# Football Club de Sion
Il Football Club de Sion, abbreviato in FC Sion, è una società calcistica svizzera della città di Sion. Il club, fondato nel 1909, disputa le partite in casa allo stadio Tourbillon. Attualmente milita nella Super League, massima divisione del campionato svizzero di calcio.

## Storia
La compagine vallesana ha vinto 2 Campionati svizzeri e 13 delle 14 finali di Coppa Svizzera alle quali ha partecipato, detenendo così, fino al 25 maggio 2017, il 100% di vittorie nelle finali complessivamente giocate fino a quel momento. Ha 13 Coppe come le 13 stelle della bandiera del Vallese, l'ultima vinta nel 2015, anno speciale per il Vallese che celebra i 200 anni di fondazione.
Nel 2006 diventò l'unica squadra nella storia ad aver vinto la coppa nazionale militando in Challenge League.
Il 25 agosto 2011 ha passato il turno pareggiando 0-0 e vincendo 3-1 contro gli avversari del Celtic Glasgow e quindi si è qualificata alla fase a gruppi della UEFA Europa League 2011-2012. È stata esclusa dalla competizione in seguito al ricorso del Celtic, per aver schierato dei giocatori in posizione irregolare sia all'andata che al ritorno, perdendo a tavolino 3-0 entrambe le partite.
La squadra occupa attualmente il 123º posto del Ranking UEFA.

## Colori e simboli

### Simboli ufficiali

#### Inno
L'inno ufficiale del Sion è Rouge et Blanc composto nel 2008 dal cantautore vallesano Serge Gauya.

## Stadio
Il Sion gioca le partite casalinghe allo Stadio Tourbillon. Costruito nel 1968, ha una capienza di 19.526 spettatori (8.026 seduti e 11.500 in piedi). Le dimensioni del terreno di gioco sono di 105 × 70 m.

## Società

### Organigramma societario
- Presidente: Christian Constantin
- Direttore generale: Angelo Massimo
- Assistente del presidente: Fabian Salvi
- Direttore sportivo: Marco Degennaro
- Responsabile finanziario: Christian Baudoin
- Responsabile amministrativo: Mario Calvano
- Assistente contabilità: Valentin Gay-des-Combes
- Segretari: Raphael Furrer, Adeline Zeni
- Responsabile comunicazione e media: Nicolas Pillet
- Assistente comunicazione e media: Patrick Ferrari

### Sponsor
| Cronologia degli sponsor tecnici - Puma (1977-1983) - Le Coq Sportif (1983-1989) - Adidas (1989-1997) - Nike (1997-1999) - Duarig (1999-2000) - Galex (2000-2001) - Legea (2001-2002) - Adidas (2002-2004) - Jako (2004-2005) - Macron (2005-2007) - Kappa (2007-2011) - Givova (2011-2012) - Erreà (2012-2018) - Macron (2018-) | Cronologia degli sponsor ufficiali - Placette (1977-1978) - Le Nouvelliste (1978-1992) - Tamoil (1992-1993) - Anthamatten (1993-1997) - Magro (2000-2002) - Giroud Vins (2005-2007) - PAM (2007-2012) - Baldini (2012-2017) - Capital Markets Consulting (2017-) |

## Allenatori e presidenti
| Allenatori - 1947-1949 Vittorio Barberis - 1949-1951 Carlo Pinter - 1951-1952 Joseph Wuilloud - 1952-1953 Henri Humbert e Mathey - 1953-1954 Paul Allégroz - 1954-1955 Henri Humbert - 1955-1959 Jacques Guhl - 1959-1961 Frank Séchehaye - 1961-1963 Karl-Heinz Spikofski - 1963-1967 Law Mantula - 1967-1968 Stojan Osojnak - 1968-1970 Peter Roesch - 1970-1971 Maurice Meylan - 1971-1976 Miroslav Blažević - 1976-1979 István Szabó - 1979-1980 Daniel Jeandupeux - 1980-1981 Oscar Fullone - 1981-1988 Jean-Claude Donzé - 1988-1989 Peter Pazmandy - 1989-1990 Yves Débonnaire - 1990-1992 Enzo Trossero - 1992-1993 Jean-Paul Brigger - 1993 Claude Andrey - 1993-1994 Umberto Barberis - 1994-1995 Jean-Claude Richard - 1995-1996 Michel Decastel - 1996 Jean-Claude Richard - 1996-1997 Albertino Bigon - 1997-1998 Jean-Claude Richard - 1998 Jochen Dries - 1998-1999 Charly In-Albon - 1999 Olivier Rouyer - 1999-2000 Roberto Morinini - 2000-2001 Henri Stambouli - 2001-2002 Laurent Roussey - 2002-2003 Jean-Claude Richard - 2003 Charly Roessli - 2003 Didier Tholot - 2003-2004 Didier Tholot e Guy David - 2004 Didier Tholot, Guy David e Ami Rebord - 2004 Admir Smajić - 2004 Christian Zermatten - 2004-2005 Gilbert Gress - 2005 Gianni Dellacasa - 2005-2006 Christophe Moulin - 2006 Nestor Clausen - 2006 Marco Schällibaum - 2006-2007 Gabet Chapuisat - 2007 Albertino Bigon - 2007-2008 Charly Roessli e Maurizio Jacobacci - 2008 Albertino Bigon - 2008 Uli Stielike - 2008 Christian Constantin e Christian Zermatten - 2008-2009 Umberto Barberis e Christian Zermatten - 2009 Christian Constantin - 2009-2010 Didier Tholot - 2010-2011 Bernard Challandes - 2011-2012 Laurent Roussey - 2012 Vladimir Petković - 2012-2013 Sébastien Fournier - 2013 Gennaro Gattuso - 2013 Arno Rossini - 2013 Michel Decastel - 2013-2014 Laurent Roussey - 2014 Raimondo Ponte - 2014-2016 Didier Tholot - 2016-2017 Peter Zeidler - 2017 Sébastien Fournier - 2017 Paolo Tramezzani - 2017-2018 Gabri - 2018 Maurizio Jacobacci - 2018-2019 Murat Yakın - 2019-2020 Stéphane Henchoz - 2020 Ricardo Dionisio - 2020 Paolo Tramezzani - 2021 Fabio Grosso - 2021 Ugo Raczynski - 2021 Marco Walker - 2021-2022 Paolo Tramezzani - 2022-2023 Fabio Celestini - 2023 David Bettoni - 2023 Paolo Tramezzani - 2023- Didier Tholot | Presidenti - 1909-1919 Robert Gillard, Alfred Géroudet, Raymond Bonvin - 1919-1922 Charles Aymon - 1923-1925 René Roulet - 1925-1927 Victor de Werra - 1927-1930 Charles de Kalbermatten - 1930-1932 Victor de Werra - 1932-1933 Henry de Roten - 1933-1937 Charles Aymon - 1937-1938 Arthur Beeger - 1938-1939 Charles Aymon - 1939-1942 Willy Amez-Droz - 1942-1943 Max Vuille - 1943-1945 Eugène Theler - 1945-1946 Pierre Putallaz - 1946-1947 René-Pierre Favre - 1947-1955 Victor de Werra - 1955-1962 Jacques de Wolff - 1962-1966 Michel Andenmatten - 1966-1970 Henri Vouillamoz - 1971-1977 André Filippini - 1977-1978 Commissione dei 7 saggi ad interim - 1978-1981 Jean-Claude Rudaz - 1981-1992 André Luisier - 1992-1997 Christian Constantin - 1997-1998 Eric Comina ad interim - 1998-1999 Stéphane Riand - 1999-2002 Gilbert Kadji - 2002-2003 Jean-Daniel Bianchi - 2003-oggi Christian Constantin |

## Palmarès

### Competizioni nazionali
- Campionato svizzero: 2

1991-1992, 1996-1997
- Coppa Svizzera: 13

1964-1965, 1973-1974, 1979-1980, 1981-1982, 1985-1986, 1990-1991, 1994-1995, 1995-1996, 1996-1997, 2005-2006, 2008-2009, 2010-2011, 2014-2015
- Lega Nazionale B: 1

1969-1970
- Challenge League: 1

2023-2024

### Altri piazzamenti
- Campionato svizzero:

Secondo posto: 1990-1991, 1995-1996
Terzo posto: 1972-1973, 1983-1984, 1986-1987, 1988-1989, 1993-1994, 2006-2007
- Coppa Svizzera:

Finalista: 2016-2017
Semifinalista: 1966-1967, 1980-1981, 1986-1987, 1988-1989, 2011-2012, 2012-2013, 2015-2016, 2019-2020, 2023-2024
- Supercoppa di Svizzera:

Finalista: 1986
- Coppa di Lega svizzera:

Semifinalista: 1972, 1980-1981
- Challenge League:

Secondo posto: 1961-1962, 2005-2006
Terzo posto: 2004-2005

## Organico

### Rosa 2024-2025
Aggiornata al 18 gennaio 2025.
| N. |                         | Ruolo | Calciatore          |
| -- | ----------------------- | ----- | ------------------- |
| 1  | Austria (bandiera)      | P     | Heinz Lindner       |
| 3  | Svizzera (bandiera)     | D     | Reto Ziegler        |
| 4  | Senegal (bandiera)      | D     | Gora Diouf          |
| 5  | Francia (bandiera)      | D     | Noé Sow             |
| 6  | Brasile (bandiera)      | D     | Marquinhos Cipriano |
| 7  | Francia (bandiera)      | A     | Ilyas Chouaref      |
| 8  | Brasile (bandiera)      | D     | Batata              |
| 9  | Svizzera (bandiera)     | A     | Dejan Sorgić        |
| 10 | Russia (bandiera)       | C     | Anton Mirančuk      |
| 11 | Francia (bandiera)      | A     | Théo Bouchlarhem    |
| 14 | Spagna (bandiera)       | D     | Numa Lavanchy       |
| 16 | RD del Congo (bandiera) | P     | Timothy Fayulu      |
| 17 | Svizzera (bandiera)     | D     | Jan Kronig          |
| 18 | Haiti (bandiera)        | C     | Belmar Joseph       |
| 19 | Svizzera (bandiera)     | A     | Dejan Đokić         |

| N. |                     | Ruolo | Calciatore        |
| -- | ------------------- | ----- | ----------------- |
| 20 | Svizzera (bandiera) | D     | Nias Hefti        |
| 21 | Svizzera (bandiera) | C     | Liam Chipperfield |
| 29 | Svizzera (bandiera) | A     | Théo Berdayes     |
| 32 | Svizzera (bandiera) | C     | Pierrick Moulin   |
| 33 | Svizzera (bandiera) | A     | Kevin Bua         |
| 52 | Uruguay (bandiera)  | C     | Cristian Souza    |
| 55 | Svizzera (bandiera) | D     | Noah Grognuz      |
| 73 | Svizzera (bandiera) | C     | Yohan Aymon       |
| 80 | Svizzera (bandiera) | C     | Dylan Tutonda     |
| 81 | Svizzera (bandiera) | P     | Noah Godwin       |
| 88 | Svizzera (bandiera) | C     | Ali Kabacalman    |
| 93 | Italia (bandiera)   | D     | Federico Barba    |
| 99 | Marocco (bandiera)  | A     | Mouhcine Bouriga  |
|    | Svizzera (bandiera) | C     | Kevin Halabaku    |
|    | Francia (bandiera)  | C     | Denis-Will Poha   |

### Staff tecnico
- Allenatore:  Didier Tholot
- Vice allenatore:  José Sinval
- Vice allenatore:  Benjamin Bertrand
- Preparatore dei portieri:  Massimo Colomba
- Preparatore atletico:  Stephane Troillet
- Video analyst:  Alexandre Calandrau
- Team Manager:  Christian Lurati
- Medico sociale: Luca Pulici
- Fisioterapisti: Iago Ribeiro; Franco Javier
- Massaggiatore: Malk Husseine
- Direttore Sportivo: Barthélémy Constantin
- Dirigenti: Paul Dessimoz, Roger Roduit, Felix Volken, Jean-Paul Guex

## Stemma

Logo dal 1909 al 1976
Logo dal 1977 al 2009 e dal 2022
Logo dal 2009 al 2022